# Macrocolura sagittistipula
Macrocolura sagittistipula är en bladmossart som först beskrevs av Richard Spruce, och fick sitt nu gällande namn av Rudolf Mathias Schuster. Macrocolura sagittistipula ingår i släktet Macrocolura och familjen Lejeuneaceae. Inga underarter finns listade i Catalogue of Life.